# Matt Cain
Matthew Thomas Cain, soprannominato "The Horse", Big Daddy e Big Sugar, (Dothan, 1º ottobre 1984), è un ex giocatore di baseball statunitense che ha giocato nel ruolo lanciatore per tutta la carriera con i San Francisco Giants della Major League Baseball (MLB). Il 13 luglio 2012, lanciò la 22ª partita perfetta della storia della MLB.

## Carriera
Cain fu scelto dai San Francisco Giants nel primo giro, come 25º scelta assoluta del draft MLB 2002. Giocò le prime annate nelle minor league e fece il suo debutto nella MLB il 29 agosto 2005, al SBC Park di San Francisco contro i Colorado Rockies, diventando il giocatore più giovane della National League (NL) quell'anno. Nel 2006, la sua prima stagione completa, Cain ottenne 13 vittorie, finendo al quinto posto nel premio di Rookie dell'anno della National League. Ebbe la decima migliore media PGL nella NL l'anno successivo ma fu il secondo peggiore della lega con 16 sconfitte a causa delle prestazioni sotto la media dei battitori dei Giants.
Nel 2009, Cain fu convocato per il suo primo All-Star Game, terminando la stagione con 14 vittorie. L'anno seguente ne vinse 13 ma si mise in luce nei playoff, quando non concesse alcun punto nelle tre gare disputate, aiutando i Giants a vincere le loro prime World Series dal 1954. Nel 2011, Cain vinse 12 gare ed ebbe una media PGL di 2.88, venendo convocato per il secondo All-Star Game. 
Il 13 giugno 2012, nella vittoria per 10–0 contro gli Houston Astros, Cain lanciò la 22ª partita perfetta nella storia della MLB, mandando strikeout un record in carriera di 14 battitori (pareggiando il primato di Sandy Koufax per il maggior numero di strikeout in una partita perfetta). Fu il primo giocatore nella storia dei Giants a compiere tale impresa, la nona nella storia della NFL, il quinto no-hitter lanciato nella MLB nel 2012 e la seconda partita perfetta in quella stagione dopo quella del lanciatore dei Chicago White Sox Philip Humber del 21 aprile. Cain lanciò 125 volte, un nuovo massimo in un perfect game, ricevendo molto supporto dai propri compagni in difesa. Cain batté anche una valida su lancio di Rhiner Cruz e segnò un punto nel quinto inning. Il Sindaco di San Francisco Ed Lee, per celebrare l'evento, consegnò a Cain le chiavi della città e proclamò il 13 giugno "Matt Cain Day". Inoltre stabilì un record di franchigia con un game score di 101. Quell'anno terminò la stagione regolare con un record 16-5, venendo convocato per il terzo All-Star Game e finendo sesto nelle votazioni del Cy Young Award. Nei playoff vinse tutte le gare decisive per il passaggio del turno di San Francisco, conquistando le sue seconde World Series.
Nel 2013, Cain finì per la prima volta con una media PGL superiore a 3 (4.00 esatto). Il 4 luglio 2014 raggiunse lo strikeout numero 1.500. A fine anno vinse le sue terze World Series, contro i Kansas City Royals, nonostante non abbia partecipato a nessuna delle partite dei playoff ne delle world series, a causa di un infortunio che lo costrinse a chiudere la stagione il 9 luglio. Il 31 luglio 2016 vinse la sua centesima gara in carriera contro i Washington Nationals.
Il 27 Settembre 2017 Cain annunciò che si sarebbe ritirato al termine della stagione. Il 30 settembre partecipò alla sua ultima partita di carriera.

## Palmarès

### Club
- World Series: 3

San Francisco Giants: 2010, 2012, 2014

### Individuale
- MLB All-Star: 3

2009, 2011, 2012
- Lanciatore di una partita perfetta (13 luglio 2012)